# Бессер, Джо
Джо Бессер (англ. Joe Besser; 12 августа 1907, Сент-Луис, Миссури — 1 марта 1988, Северный Голливуд, Калифорния) — американский актёр-комик. Член труппы «Три балбеса».

## Биография
Джо Бессер родился 12 августа 1907 года в Сент-Луисе (Миссури, США) в семье еврейских иммигрантов из Восточной Европы. Был девятым ребёнком в семье — имел семь старших сестёр и одного старшего брата; отца звали Моррис, мать — Фанни. Единственный брат Джо, Мэнни, был довольно успешным комиком. Джо с детства хотел быть причастным к шоу-бизнесу, в частности, он был без ума от выступлений фокусника Говарда Тарстона, который ежегодно посещал с выступлениями Сент-Луис. В 12 лет он, после окончания выступлений, тайком пробрался в цирковой поезд, на котором уезжал Тарстон, и его обнаружили лишь на следующий день в Детройте, спящим на клетке со львом. Фокусник отнёсся к мальчику снисходительно, сообщил его родителям, что у Джо всё в порядке, и взял его к себе в ученики. На первом же совместном выступлении Джо провалил фокус с доставанием кролика из пустой шляпы, в результате чего «волшебники» были подняты на смех, и Тарстон отправил мальчика домой, где его немедленно перевели в коррекционную школу.
Повзрослев, Бессер переехал в Нью-Йорк и начал работать на бродвейских сценах с дуэтом «Олсен и Джонсон», затем — с семьёй Шубертов. Впервые на экране Бессер появился в 1938 году в короткометражном фильме «Какуранчо», с 1940 года стал сниматься в полнометражных фильмах, на телевидении с 1949 года. Амплуа актёра — плаксивый своевольный проказливый ребячливый легко возбуждаемый и расстраиваемый по любому малейшему поводу парень. Коронные фразочки: «Ты сумасшедший, ты-ы-ы!» (англ. You crazy, youuuuu!), «Не так бы-ы-ыстро!» (англ. Not so faaaaaast!) и «Не так си-и-ильно!» (англ. Not so harrrrd!).
В 1944 году Бессер подписал контракт с киностудией Columbia Pictures и переехал в Голливуд. Здесь его ждал головокружительный успех: он снимался в фильмах и телесериалах, был частым гостем радиопередач и шоу Эбботта и Костелло (с Лу Костелло Бессер был не только дружен, но и жил с ним в соседних домах), образ и манеру шуток Бессера несколько раз пародировали в мультфильмах Looney Tunes (например, «Голливуд отдыхает» и «Стрельба по кроликам»).
22 ноября 1955 года скончался один из «Трёх балбесов», 60-летний Шемп Говард. Его брат, Мо Говард, и его напарник, Ларри Файн, решили, что продолжат свои комедийные выступления под новым названием «Два балбеса», но руководство студии выступило против, и третьим «балбесом» стал Джо Бессер. Он не стал подстраиваться под манеру игры и шуток своего предшественника, а остался характерным актёром со своей манерой игры, что получило смешанные отзывы зрителей и кинокритиков.
В 1979 году у Бессера случился мини-инсульт, он сильно похудел, и с этого момента его актёрская карьера фактически завершилась. Несмотря на то, что в составе «Трёх балбесов» Бессер пробыл недолго и снялся в относительно небольшом количестве их фильмов, зрителям он запомнился именно по своей роли в этой труппе, хотя актёр много снимался и до и после работы в этом трио.
Джо Бессер был найден мёртвым в своём доме в Северном Голливуде 1 марта 1988 года. Причиной смерти 80-летнего актёра стала сердечная недостаточность. Похоронен на кладбище «Форест-Лаун» в Глендейле (Калифорния). Надпись на надгробии Бессера гласит: «Он принёс миру любовь и смех» (англ. He Brought the World Love and Laughter).

### Личная жизнь
18 ноября 1932 года 25-летний Джо Бессер женился на 31-летней танцовщице по имени Эрна Кэй (настоящее имя Эрнестина Дора Кретшмер; 1901—1989). Пара прожила вместе всю жизнь до самой смерти актёра в 1988 году. Детей у супругов не было.

## Избранная фильмография

### Широкий экран
- 1949 — Африка зовёт[англ.] / Africa Screams — Гарри
- 1950 — За стеной / Outside the Wall — повар (в титрах не указан)
- 1950 — Женщина в бегах / Woman in Hiding — продавец с барабаном
- 1950 — Ястреб пустыни[англ.] / The Desert Hawk — принц Синбад
- 1953 — Суд — это я / I, the Jury — лифтёр Пит
- 1953 — Грехи Иезавели / Sins of Jezebel — Йонкель, хозяин колесниц
- 1955 — Эбботт и Костелло встречают полицейских из Кистоуна / Abbott and Costello Meet the Keystone Kops — охотник (в титрах не указан)
- 1957 — История Хелен Морган[англ.] / The Helen Morgan Story — бармен (в титрах не указан)
- 1959 — Скажи лишь одно для меня[англ.] / Say One for Me — Джо Греб
- 1959 — Статья на первой странице[англ.] / The Story on Page One — Галлахер (в титрах не указан)
- 1959 — Новичок[англ.] / The Rookie — медик-санитар
- 1960 — Займёмся любовью / Let's Make Love — Чарли Ламонт
- 1961 — Посыльный[англ.] / The Errand Boy — мужчина, наблюдающий суматоху
- 1970 — В какой стороне линия фронта?[англ.] / Which Way to the Front? — мастер в доке

### Телевидение
Кроме озвучивания
- 1952—1953 — Шоу Эбботта и Костелло[англ.] / The Abbott and Costello Show — Вонючка Дэвис (в 12 эпизодах)
- 1954—1956, 1958, 1961 — Программа Джека Бенни / The Jack Benny Program — разные роли (в 9 эпизодах)
- 1962—1965 — Шоу Джои Бишопа[англ.] / The Joey Bishop Show — мистер Джиллсон (в 97 эпизодах)
- 1968—1969 — Свекрови[англ.] / The Mothers-in-Law — разные роли (в 3 эпизодах)
- 1970—1971, 1973 — Любовь по-американски[англ.] / Love, American Style — разные роли (в 4 эпизодах)

### Озвучивание
- 1972 — Котопсы[англ.] / The Houndcats — Путти Пасс (в 13 эпизодах)
- 1973 — Джинни[англ.] / Jeannie — Бабу (в 16 эпизодах)
- 1978 — Космическая гонка Мишки Йоги[англ.] / Yogi's Space Race — Медведь Пугатель (в 7 эпизодах)
- 1982 — Рубашечные истории[англ.] / Shirt Tales — слон Элмо (в 13 эпизодах)